# Église Saint-Ignace de Prague
Pour les articles homonymes, voir Église Saint-Ignace.
L'église Saint-Ignace (en tchèque : Kostel svatého Ignáce) est une église de Prague, en République tchèque. Située sur la place Charles, elle a été conçue par Carlo Lurago dans le style baroque précoce et construite entre 1655 et 1677. Elle a été bâtie dans le cadre de la nouvelle résidence des Jésuites de la ville à Nove Mesto, le troisième plus grand complexe jésuite d'Europe et dédiée à leur saint patron et fondateur de l'ordre des jésuites, saint Ignace de Loyola.

## Description
Le haut de la façade porte une statue de saint Ignace de Loyola, placée là en 1671, entourée de son auréole. Cette fonctionnalité était controversée au moment de son installation, car une telle décoration n’était considérée comme appropriée que pour les statues de Jésus-Christ. La peinture décorative de l'extérieur a été réalisée par Jan Jiří Heinsch et les œuvres sculptées sont de Matěj Václav Jäckel. L'intérieur est caractérisé par une décoration en stuc et comporte des statues de plusieurs saints jésuites et tchèques. La plupart des intérieurs de l'église datent d'environ 1770, ajoutés par le peintre jésuite Ignác Raab, qui a vécu brièvement dans le complexe.

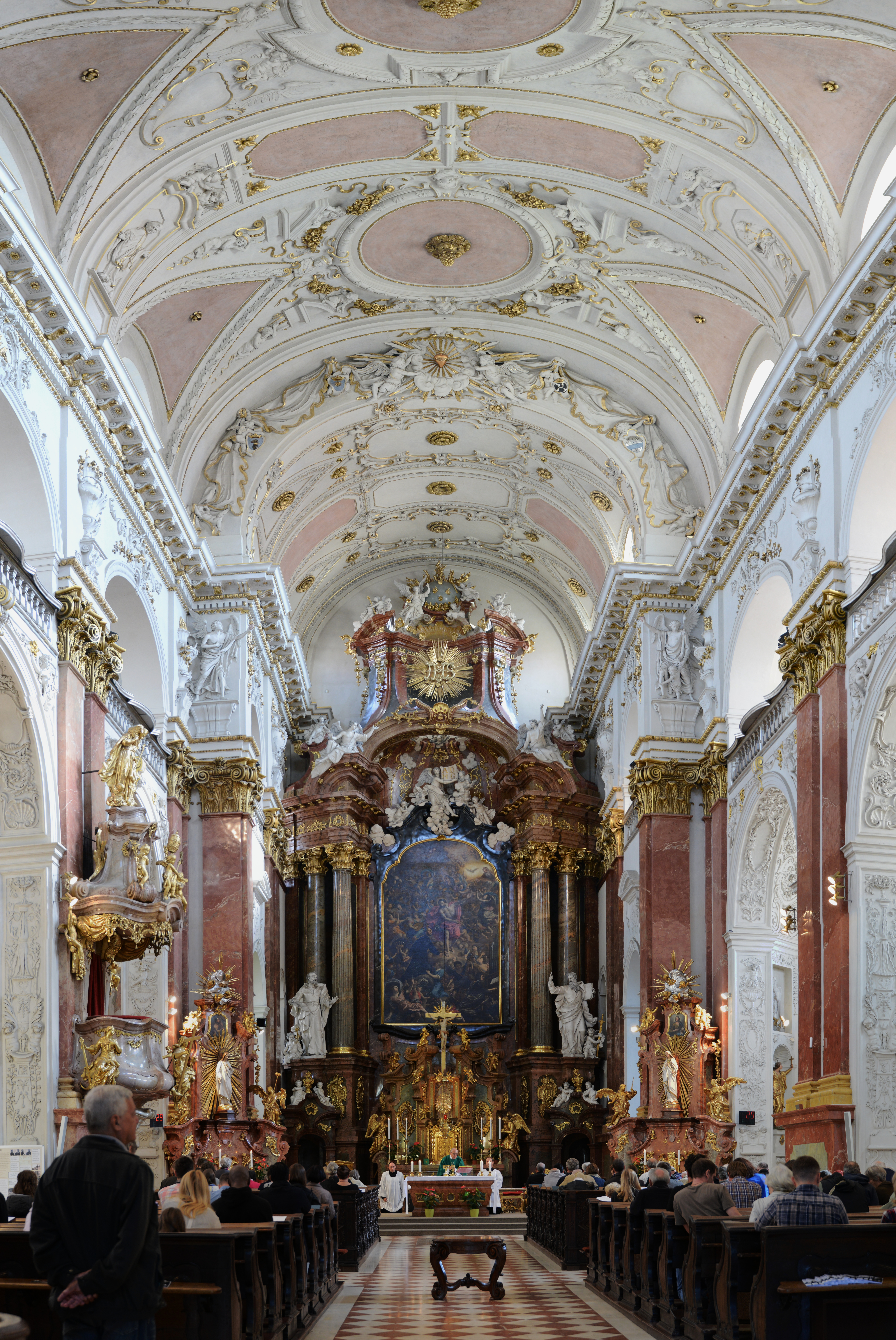
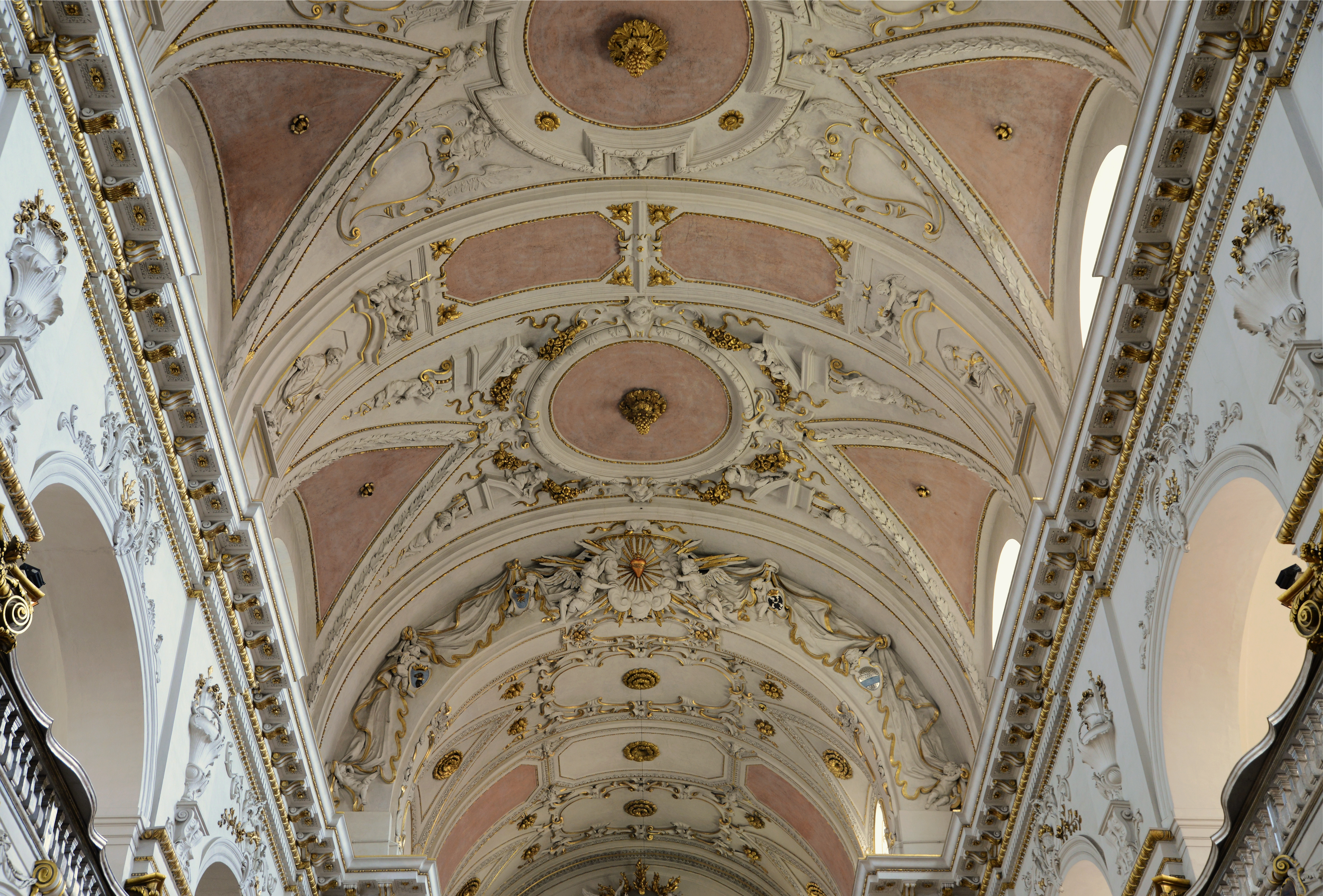
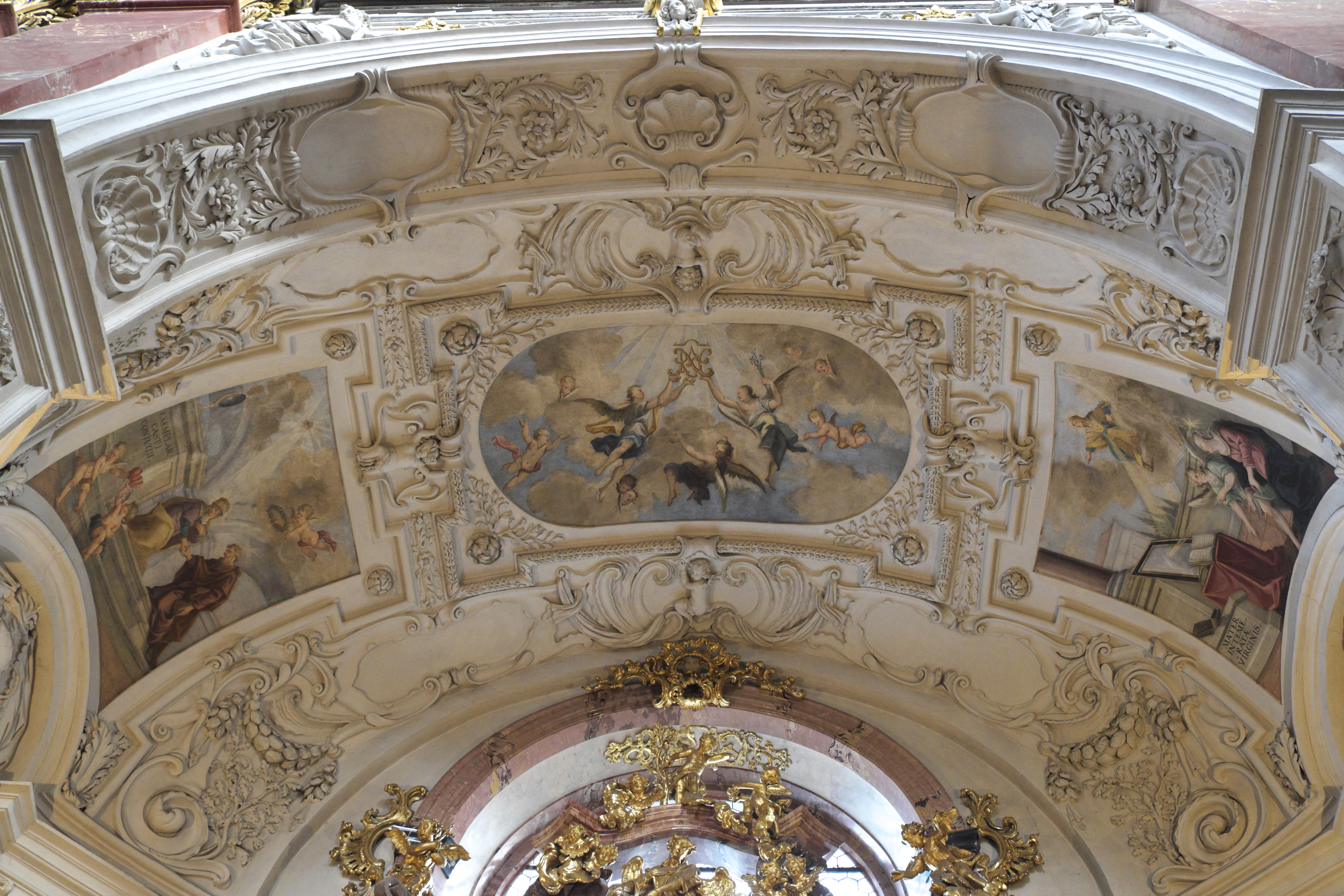
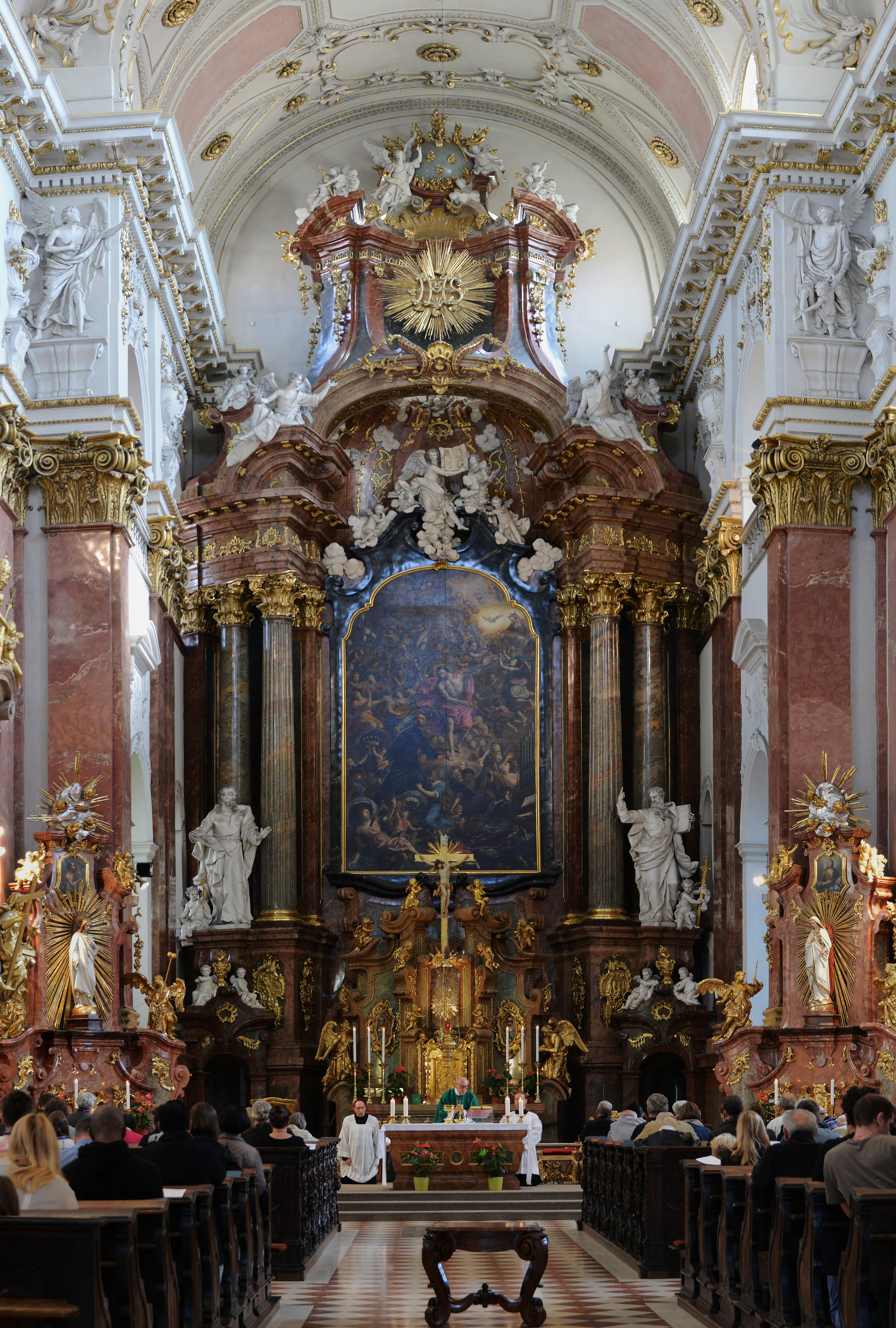
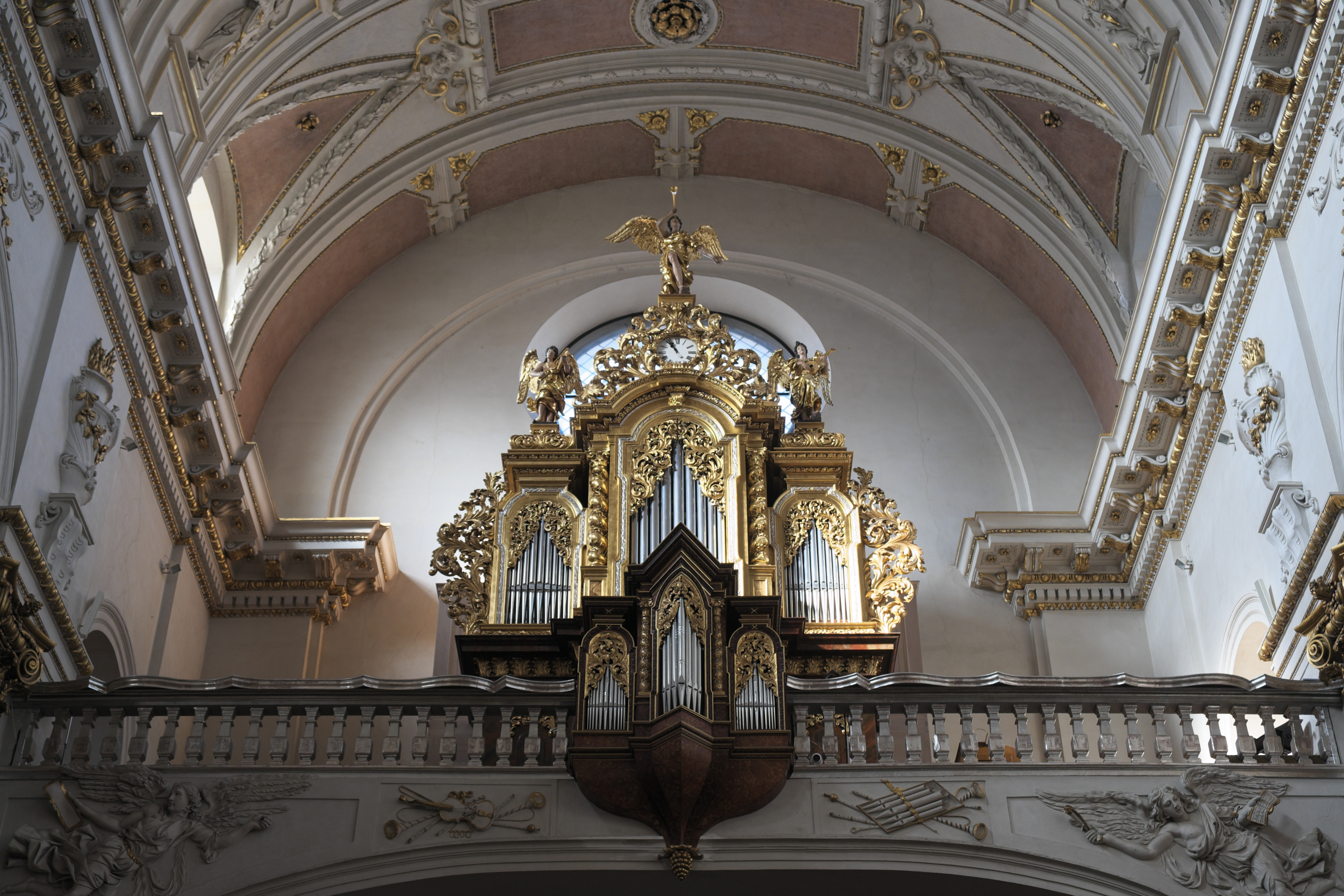